# L. H. Clermont
L. H. Clermont (n.  ?) este un trăgător de tir ce a reprezentat Haiti, medaliat olimpic. A participat la o ediție a Jocurilor Olimpice (1924) în care a câștigat o medalie de bronz.

## Participări
Lista de mai jos prezintă principalele competiții la care a participat L. H. Clermont de-a lungul carierei.
- Jocurile Olimpice de vară din 1924